# Daltaban Mustafa Pascià
Daltaban Mustafa Pascià (Bitola, ... – Istanbul, 27 gennaio 1703) è stato un politico e militare ottomano.

## Biografia
Era nato a Bitola. Era probabilmente di origine slava meridionale, di origine macedone, bosniaca o serba. Crebbe nel Mehterhâne di Kara İbrahim Pascià. Quando Kara İbrahim Pascià era il Gran Visir nel 1684, era un membro del Dîvân-i humâyûn (consiglio Imperiale). Fu poi nominato Djebedji e nel 1691 divenne Agha dei Giannizzeri.
Fu promosso visir e nominato alla guardia di Babadağ. Fu nominato beilerbei dell'Eyalet dell'Anatolia nel 1695, e nel 1696, all'Eyalet di Diyarbakır. Durante la sua campagna contro l'Austria, fu licenziato dalla sua posizione di Visir a Sofia a causa delle lamentele sulle sue atrocità ed esiliato a Počitelj, in Bosnia. All'aumentare dell'attacco nemico in Bosnia, nel 1697, il suo status di Visir fu restituito ed egli fu nominato Serasker del fronte bosniaco. Egli respinse il nemico avendo successo in Bosnia. Nel 1698, fu nominato beilerbei di Rakka. Nel 1699, fu assegnato al governatorato di Baghdad. Riprese Bassora e Kurna dalle forze ribelli e le eliminò. Dopo questi successi, fu riportato all'Eyalet dell'Anatolia.
Il 27 settembre 1702, sostituì Amcazade Köprülü Hüseyin Pascià, che lasciò il suo lavoro a causa della sua malattia. Daltaban Mustafa Pascià fu nominato Gran Visir con il consiglio dello Sheikh ul-Islam Hacı Feyzullah Efendi che era il tutore del sultano Mustafa II.
Daltaban Mustafa Pascià aveva capito che doveva soddisfare le richieste di Feyzullah Efendi per continuare questo compito. Il sultano Mustafa II rifiutò di accettare le offerte di lealtà e le comunicazioni di corte e censimentii senza esseresi consultato con lo Sheikh ul-Islam. Voleva che ogni politica dello stato e del governo seguisse le opinioni e le idee di Feyzullah Efendi per ogni attività.
Anche se Daltaban Mustafa Pascià era determinato a seguire le indicazioni di Feyzullah Efendi; non era gradito dai funzionari dello stato perché era di estrazione rurale e non capiva i movimenti e i comportamenti degli abitanti di Istanbul ed era rude e duro. Persino il Sultano aveva cominciato ad essere a disagio con questo atteggiamento rude e duro. 
D'altra parte, il Reis Efendi Rami Mehmed Pascià, che desiderava essere il Gran Visir, cercò di mettere in cattiva luce il Gran Visir. Egli diffuse la voce che il Gran Visir voleva lavorare indipendentemente dallo Sheikh ul-Islam e che stava cercando di ottenere il sostegno dei Giannizzeri e dei tartari di Crimea. Feyzullah Efendi, un maniaco del controllo, ne fu influenzato negativamente. Con la firma del Trattato di Carlowitz; ai tartari fu proibito di effettuare i raid di saccheggio in Russia e ai russi fu anche proibito di costruire fortificazioni in questi confini. I tartari stavano osservando che i russi costruivano fortificazioni; avevano inviato la notizia a Istanbul, ma lo stato ottomano decise di non fare nulla per questa violazione del trattato. I Crimeani, a loro volta, volevano attaccare le regioni di confine russe. Il precedente Gran Visir non aveva accettato questo, ma Daltaban Mustafa Pascià era più aperto alle richieste dei Crimeani. Ed era più tollerante verso l'atteggiamento ribelle del khan di Crimea Devlet II Giray. Per questo motivo, agì lentamente nell'eseguire gli ordini del sultano attraverso Feyzullah Efendi per sopprimere la ribellione di Devlet II Giray. Questo comportamento fu considerato un esempio dell'agire con idee personali di Daltaban Mustafa Pascià per Rami Mehmet Pascià e Feyzullah Efendi. Feyzullah Efendi convinse il sultano sul licenziamento di Daltaban Mustafa Pascià.
Daltaban Mustafa Pascià fu destituito dal suo incarico il 24 gennaio 1703 per il crimine di aver provocato il Khan di Crimea contro il Sultano. Fu ucciso tre giorni dopo.

## Giudizio storico
Daltaban Mustafa Pascià aveva avuto successo quando era governatore e ufficiale militare. La sua esecuzione colpì negativamente la classe militare, in particolare i soldati kapıkulu.
L'accento di Daltaban Mustafa Pascià era impreciso e aveva espressioni speciali nella lingua che usava. Rami Mehmet Pascià lo ridicolizzò creando un dizionario e si dice che si chiamasse "İsılahat-ı Daltaniye". Il suo accento non era così cattivo come lo era la sua bocca, e il linguaggio che usava era tossico, volgare e duro. Il suo trattamento nei confronti degli altri era spesso violento e straziante.
Daltaban Mustafa Pascià iniziò ad attuare nuove regole per gli abiti indossati dai visir durante i giorni del Dîvân-i humâyûn. Per mostrare che i visir erano separati dagli altri funzionari di stato del Dîvân-i humâyûn, fu imposta loro la regola di indossare un turbante chiamato "kallavi" invece di un altro stile di turbante, chiamato "mücevveze" che avevano tradizionalmente indossato per centinaia di anni.